# Уилям Ган
Уилям Дилбърт Ган (на английски: William Delbert Gann), с прякор „WD Ган“, е американски финансов анализатор и трейдър.

## Биография
Уилям Ган е роден на 6 юни 1878 г. в Лъфкин, Тексас, САЩ, в семейство на фермер производител на памук.

## Теория и методи на търговия
Като финансов анализатор развива технически анализ инструменти, известни като ъгли на Ган, площад на 9, Hexagon, Кръгът си на 360 графики). Развиваните от него методи за прогнозиране на пазара се основават на геометрия, астрономия и астрология, и древни математика, и се приемат нееднозначно от специалистите.